# Ford Airstream
Ford Airstream ist ein Konzeptfahrzeug eines Sport Utility Vehicles von Ford, das an der North American International Auto Show 2007 in Detroit (Michigan) in den Vereinigten Staaten vorgestellt wurde.

## Das Fahrzeug
Die Gestaltung von Ford Airstream ist von Fahrzeugen der Raumfahrt (speziell vom Film 2001: Odyssee im Weltraum) inspiriert und beinhaltet Elemente von Wohnahängern des Herstellers Airstream. Bei der Erstellung des Fahrzeuges arbeitete Ford auch eng mit Airstream zusammen.
Im Fahrzeug gibt es sieben Sitzplätze. Die Größe ist dem seit 2006 produzierten Ford Edge ähnlich. Freeman Thomas, Chef von Ford Advanced Design, gab bekannt, dass die Zusammenarbeit mit den Zulieferern zu einer Verbesserung geführt habe, durch die erstmals ein reflektierender Lack aufgetragen wurde, durch den die Karosserie wie Aluminium aussehe (das verwendete Material ist jedoch Stahl). In der Karosserie sind zwölf Nieten eingebaut. Die Karosseriefarbe ist blau-silbern.
Gemäß Thomas’ Aussage sei die Farbe dieselbe wie die des Bell X-1-Raketenflugzeugs. Im Fensterrahmen wird diese Farbe bereits im Konzeptfahrzeug verwendet; jedes Fenster ist individuell geformt. Der markante Kühlergrill und die Scheinwerfer bilden eine optische Einheit. Der Einstieg erfolgt über eine Klapptür, die zwei Drittel der Fahrzeuglänge ausmacht. Roter Stoff bedeckt die „Lounge-ähnlichen“ Sitzmöbel. Die Sitze des Fahrers und des Beifahrers würden Kapitänsstühlen ähneln, sind drehbar und eiförmig. Der Mittelpunkt der Kabine ist ein LED-Videobildschirm, der von DVDs bis hin zu virtuellen „Stimmungseffekten“ wie einem Kaminfeuer oder einer Lavalampe projizieren könne. Der Bildschirm wird vom republikchinesischen Unternehmen DynaScan Technology hergestellt.
Die Breite der Autoreifen beträgt 22 Zoll.

## Technische Daten
Ford Airstream ist ein Wasserstoff-Brennstoffzellenfahrzeug, er wird elektrisch angetrieben. Der Strom wird in einer Lithium-Ionen-Batterie zwischengespeichert. Laut Ford entspreche die Einsparung an Kraftstoffverbrauch etwa 41 mpg (5,74 Liter pro 100 km). Die Reichweite des 336-Volt-Akkumulators betrage 25 Meilen (40,23 Kilometer) bei voller Ladung. Die Brennstoffzelle erweitere diese Reichweite um 280 Meilen (450,62 Kilometer) auf insgesamt 305 Meilen (490,85 Kilometer).